# One Piece Film: Z
One Piece Film: Z — японський анімаційний фантастичний бойовик 2012 року, режисером якого є Тацуя Нагаміне. Це дванадцятий повнометражний фільм, заснований на манзі One Piece автора Еїчіро Оди. Події фільму відбуваються ближче до кінця п'ятнадцятого сезону аніме-серіалу One Piece під час сюжетної арки «Амбіції Z», яка слугує прологом. Фільм розповідає про боротьбу Піратів Солом'яного капелюха проти Зефіра, якого вважають найсильнішим ворогом, з яким вони коли-небудь стикалися.

## Сюжет
«Чорна рука» Зефір, лідер Нео-Морської піхоти, розпочинає напад на флот на острові Фірс, вулканічному острові. Під час цього Зефір краде Дина Камені. Щоб перемогти Кізару та морських піхотинців, Зефір викликає виверження, розчавивши один із Дина Каменів, однак його відносить у море потужним вибухом.
Пірати Солом'яного капелюха зрештою знаходять без свідомості Зефіра, який пливе в морі. Манкі Д. Луффі витягує його на борт, але, коли він хапає протез Зефіра (Бойовий Руйнівник, зброю, виготовлену з морського каменю), Луффі втрачає всю свою силу. Тоні Тоні Чоппер лікує рани Зефіра. Зефір приходить до тями, і, дізнавшись, що він серед піратів, вступає в бій з Луффі, Ророноа Зоро та Санджі.
Знайшовши місцеперебування Зефіра за допомогою Вівр-карти, його помічники Айн і Бінц приєднуються до нього в бою. Айн використовує свої здібності, щоб зменшити вік Намі, Чоппера, Брука та Ніко Робін, а Бінц використовує свої сили, щоб затримати Френкі, Усоппа та Брука ланцюгами з лози. Луффі зазнає поразки від Зефіра. Дізнавшись, що Луффі — онук Манкі Д. Гарпа, Зефір намагається їх вбити, тому Солом'яні капелюхи змушені втекти. У головному морському командуванні флоту дізнаються місцезнаходження Зефіра і вирішують повернути Дина Камені. На острові Док, Франкі ремонтує Саузенд Санні, пошкоджену Зефіром.
Усі пірати, які потрапляють на цей острів, стверджують, що їх атакував Зефір. Місцевий житель Мобстон, розгніваний тим, що Зефір знищив мрії піратів, вирішує дати піратам Солом'яного капелюха своє найсильніше обладнання. Під час перебування на острові вони отримують інформацію про місцезнаходження Зефіра від флоту та зустрічаються з Кузаном, який залишив флот після поразки від Акаїну на Панк Газард. Використовуючи Морський Поїзд, пірати потрапляють на острів Секон якраз під час виверження вулкана. Вони вступають у бій з групою Зефіра і знову зазнають поразки.
Зефір колись був адміралом у флоті, але після того, як його дружина та син були вбиті піратом, який його ненавидів, він став інструктором. Після того як більшість його підопічних загинули, а він сам втратив руку від нападу пірата з силами диявольського фрукта, Зефір здобув Бойовий Руйнівник — зброю, розроблену для боротьби з користувачами диявольських фруктів, та організував ударний підрозділ. Однак, коли пірат, який його атакував, став Шічібукаєм, Зефір покинув флот і створив Нео-Морську піхоту. На острові Док Кузан розповідає, що Зефір планує атакувати три вулканічні острови, відомі як Кінцеві Точки. Якщо всі три острови вивержуться в короткий проміжок часу, це призведе до величезного виверження, яке знищить усіх у Новому Світі. Пірати Солом'яного капелюха вступають у бій з Нео-Морською піхотою на третьому острові Кінцевих Точок.
Пірати Солом'яного капелюха перемагають піхоту та перетворених Пацифістів. Намі, Чоппер, Робін і Брук повертаються до свого оригінального віку після поразки Айн. Під час бою між Луффі та Зефіром Бойовий Руйнівник ламається, і обоє одночасно збивають один одного. Зефір визнає поразку, вважаючи, що Луффі тепер вб'є його. Однак Луффі прощає Зефіра, не бажаючи вбивати нікого.
Зрозумівши, що не всі пірати однакові, і що його дії були продиктовані гнівом, Зефір вибачається перед Айн і Бінцом. Тоді з'являється Кізару з флотом і вирішує страчити Зефіра, Нео-Морську піхоту та піратів Солом'яного капелюха. Зефір заявляє, що він зробив все, що хотів, і тепер мусить понести відповідальність за свої вчинки. У цей момент з'являється стіна льоду, яка розділяє його від інших, даючи піратам Солом'яного капелюха, Айн та Бінцу можливість втекти.
Поки пірати Солом'яного капелюха відпливають, Зефір продовжує бій з флотом, поки не помирає від отриманих поранень. Пізніше пірати повертаються на острів Док, віддають своє спорядження та зброю Мобстону, після чого розходяться.

## Розробка та виробництво
У листопаді 2011 року компанія Fuji Television оголосила про початок виробництва One Piece Film: Z. Через місяць Shonen Jump з Viz Media та Хісаші Судзукі, заступник ддиректора групи манги Shueisha, оголосили через свої акаунти в Twitter, що Еїчіро Ода буде виконавчим продюсером фільму. 30 січня 2012 року Toei опублікував прес-реліз, у якому оголосив сюжет фільму, а також оголосив ім'я режисера фільму Тацую Нагаміне разом з датою виходу фільму в грудні .
У випуску журналу Weekly Shonen Jump від 23 квітня 2012 рокубули опубліковані дизайни персонажів для Зефіра, а також розкрита мінорна інформація, включаючи дані про персонал та дату прем'єри — 15 грудня. Сценарій написав Осаму Судзукі, один із сценаристів телевізійної програми SMAP x SMAP, а дизайнером персонажів та керівником анімації фільму став Масаюкі Сато, який раніше працював керівником анімації та дизайнером персонажів у фільмі One Piece Film: Strong World.

## Сприйняття

### Кінопрокат
One Piece Film: Z дебютував на першому місці в японському бокс-офісі, заробивши ¥1.37 мільярда (16.3 мільйона доларів США) за перший вікенд.Кожен відвідувач фільму отримав одну з двох мільйонів копій 84-сторінкового випуску "Том 1,000" One Piece, який містив дизайни персонажа Z (також відомого як Зефір) та ексклюзивну картку One Piece Treasure World. Загальний збір фільму в Японії склав ¥6.87 мільярда.
Фільм вийшов у прокат у кількох інших азійських країнах, включаючи Тайвань, Гонконг, Сінгапур, Філіппіни, Таїланд та Південну Корею. Французький дубляж був випущений для альбому One Piece «Straw Hat Day» 15 травня 2013 року. Загальний світовий касовий збір з Японії та перелічених країн становить близько 85 мільйонів доларів. 

### Думки критиків
Тоші Накамура, пишучи для Kotaku, назвав One Piece Film: Z «тим, чого він зовсім не очікував». Накамура особливо похвалив антагоніста фільму, назвавши його історію «драматичною та, що важливо, переконливою», а також відзначив ритм сюжету, сказавши, що він «відчувається органічним». Проте Накамура мав змішані враження від другорядних персонажів, зазначивши, що «деякі з них мають власні сюжетні лінії, які гарно поєднуються з основною історією фільму», але в кінцевому підсумку вони стають «контрастами для розвитку Зефіра». Хоча Накамура не схвалив невирішені сюжетні лінії, він все ж таки заявив, що фільм «безсумнівно вартий перегляду для будь-якого фаната серії».

## Нотатки
1. 1 2  One Piece: Film Z
  - Японія  –  ¥6.87 млрд[3][4]
  - Гонконг & Тайвань – US$1 382 211[19]
  - Філіппіни, Сінгапур, Таїланд  – US$681 794[20]
  - Південна Корея  –  626,891,000 ₩[21]
2. ↑  Мається на увазі Чорна Борода.